# Каллісто

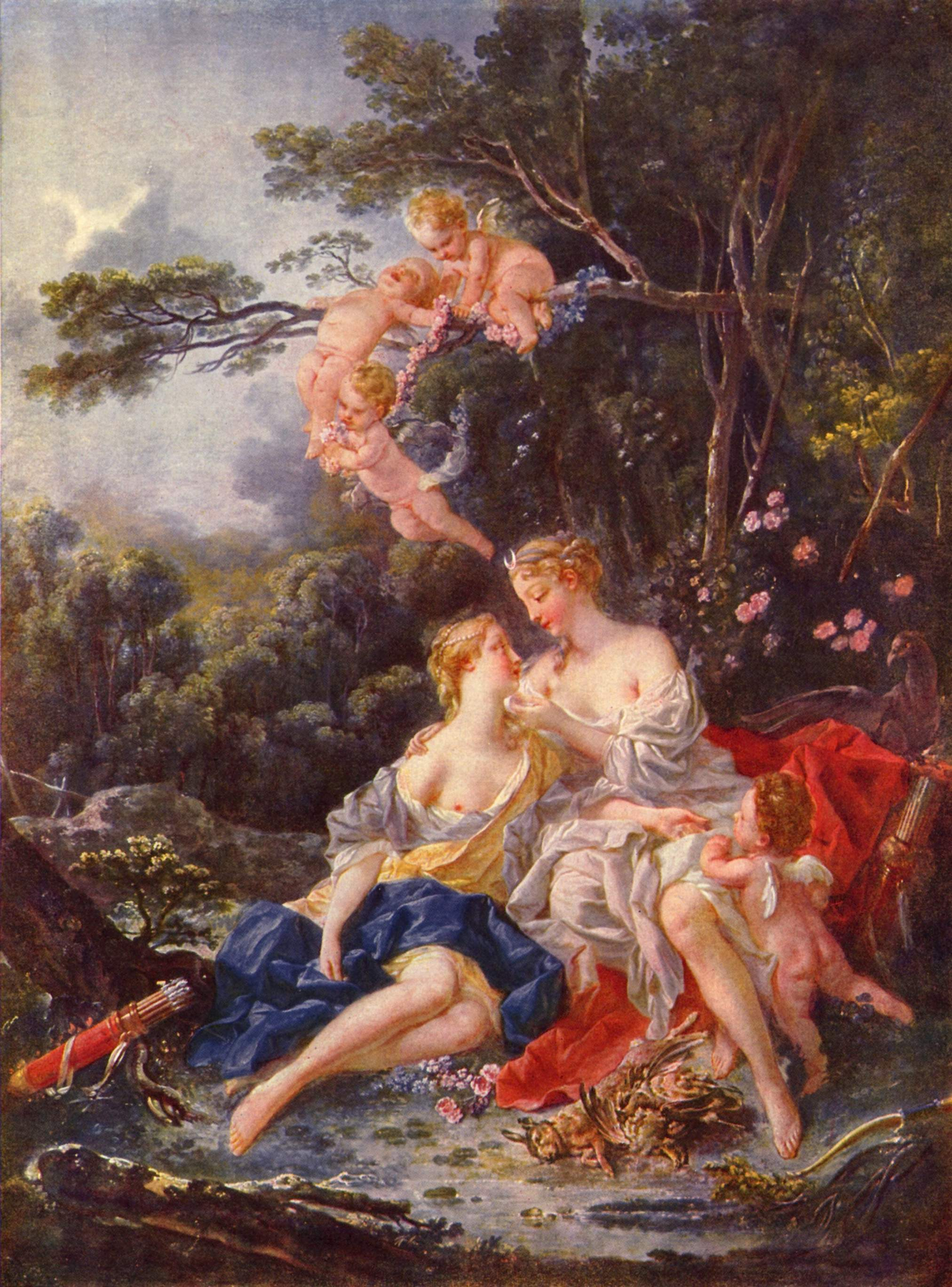
У картині Франсуа Буше «Каллісто і Юпітер» Зевс набуває образу Артеміди

Каллі́сто (грец. Καλλιστώ), також Калліста — дочка аркадського царя Лікаона (варіанти: Ніктея, онука Кефея) або німфа, улюблениця Артеміди. В античній міфології пов'язується з появою сузір'я Великої Ведмедиці, на яке була перетворена Зевсом (Юпітером у римлян).

## Каллісто в міфах
Згадується, що вона була німфою. Каллісто перебувала в числі супутниць Артеміди-мисливиці та була зобов'язана залишитися для цього цнотливою. Зевс спокусив її, набувши вигляду Артеміди (за іншою версією, Аполлона). Каллісто завагітніла від нього, проте не розповіла Артеміді.
За однією з версій, Артеміда застрелила Каллісто з лука за те, що вона не зберегла цноту, і Зевс послав Гермеса врятувати дитину з її утроби. За іншою оповіддю, Зевс перетворив її на ведмедицю, щоб сховати від Артеміди. Проте Гера підмовила богиню мисливства застрелити її на полюванні (або та стала ведмедицею через гнів Гери). Щоб врятувати її та дитину, Зевс помістив Каллісто на небо як сузір'я Великої Ведмедиці. У такій подобі вона народила сина. Або ж її з уже народженим сином спіймали етолійці та віддали Лікаону як подарунок. Вона сховалася від аркадців з дитиною в храмі Зевса Лікейського, де Зевс врятував обох, помістивши на небо. Згадується, що син Каллісто, названий Аркасом, став родоначальником аркадців.
Тетія, дружина Океана і годувальниця Гери, заборонила сузір'ю Великої Ведмедиці заходити в океан. Тому його зірки, на відміну від інших сузір'їв, упродовж року не перетинають обрій.

## Культ Каллісто
Статуя Каллісто роботи Дейномена перебувала в Афінах. Аркадці показували могилу Каллісто, розташовану біля міста Кроми.

## Образ у мистецтві

### У драматургії
Каллісто — дійова особа частково збереженої до наших днів трагедії Есхіла «Каллісто» та комедій Алкея «Каллісто».

### У живописі
- На картині Полігнота в Дельфах Каллісто була зображена в Аїді, а замість підстилки мала шкуру ведмедя[11].
- «Діана і вагітна німфа Каллісто» — картина Гаетано Гандольфі.

### У кіномистецтві
У популярному американському телесеріалі «Ксена: принцеса-воїн» роль Каллісто виконує Гадсон Лейк.